# Tobias Delius

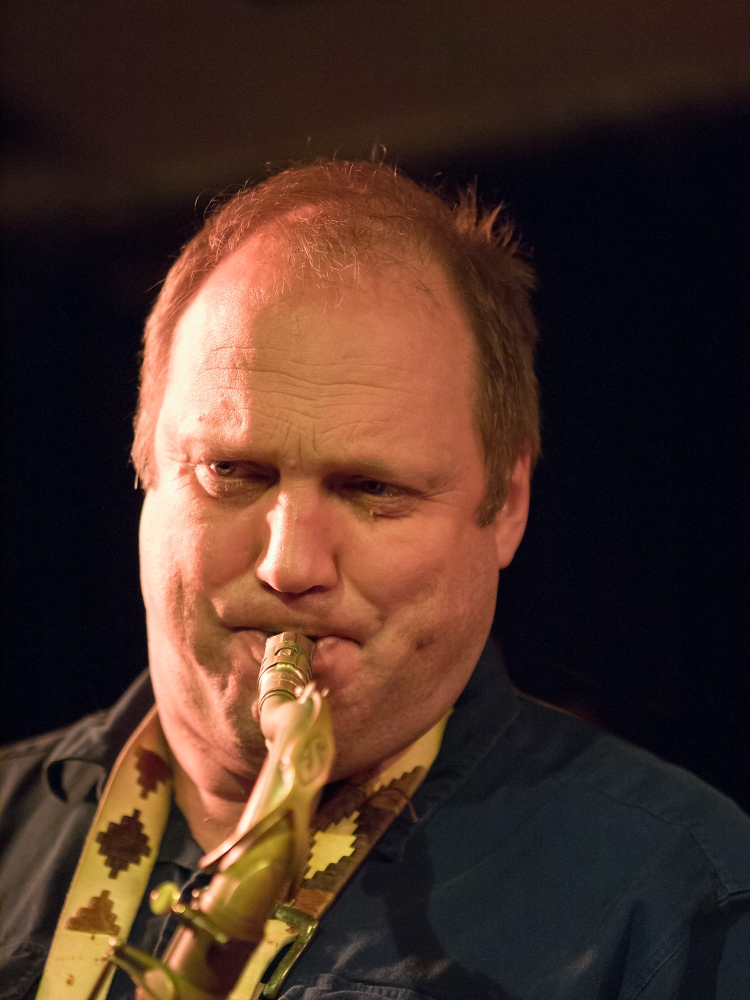
Tobias Delius (2013)

Tobias Delius (* 15. Juli 1964 in Oxford, Großbritannien) ist ein häufig in den Niederlanden arbeitender britischer Jazzmusiker (Tenorsaxophon, Klarinette).

## Leben und Wirken
Der Sohn eines international arbeitenden Wissenschaftlers gewöhnte sich in seiner Jugend an internationale Kontexte. Er begann als Jugendlicher mit dem Spiel des Tenorsaxophons und machte ab 1980 zunächst in der Jazzszene des Ruhrgebiets erste Spielerfahrungen. 1983 und 1984 lebte er in Mexiko, wo er im von Francixco Téllez geleiteten „Cuarteto Mexicano de Jazz“ konzertierte. Anschließend zog er nach Amsterdam, wo er kurze Zeit am Sweelinck Conservatorium Musik studierte und bald in der B.I.M.-Huis-Improvisationsszene anerkannt wurde.
Seit 1990 leitete Delius ein eigenes Quartett mit Tristan Honsinger, Joe Williamson und Han Bennink, das drei CDs aufgenommen hat. 2003 stellte er außerdem ein Sextett mit der Geigerin Maartje ten Hoorn, dem Trompeter Bart Maris, dem Keyboarder Pat Thomas, dem Keyboarder Joe Williamson und dem Schlagzeuger Paul Lovens zusammen. Er war Mitglied von Available Jelly (Bilbao Song, 2005), im ICP-Orchestra, in Sean Bergins MOB, dem Trio San Francisco mit Bergin und Daniele D’Agaro sowie im Quintett von Georg Gräwe. Ferner spielte er mit Steve Lacy, Bill Frisell, Louis Moholo (Bra Louis – Bra Tebs, 1995), Cor Fuhler, Ray Anderson, Frank van Bommel und im Moers-Festival-Projekt von Frank Gratkowski. Außerdem konzertierte er auf den Donaueschinger Musiktagen 2013 u. a. mit Joe Williamson und Christian Lillinger. Zu hören ist er u. a. auch auf Christian Mariens Album How Long Is Now (2024).
Delius lebt seit 2007 in Berlin.

## Preise und Auszeichnungen
2004 erhielt Delius den niederländischen Boy-Edgar-Preis. 2023 wurde er neben Tristan Honsinger im Duo gemeinsam mit Christian Lillinger mit dem hochdotierten Instant Award in Improvised Music ausgezeichnet. 2025 erhält er den Jazzpreis Berlin; die Jury würdigte seine stilistische Offenheit, seinen erdig-präsenten Ton und die Bereitschaft, für die Mitspielenden Raum zu lassen.

## Diskographische Hinweise

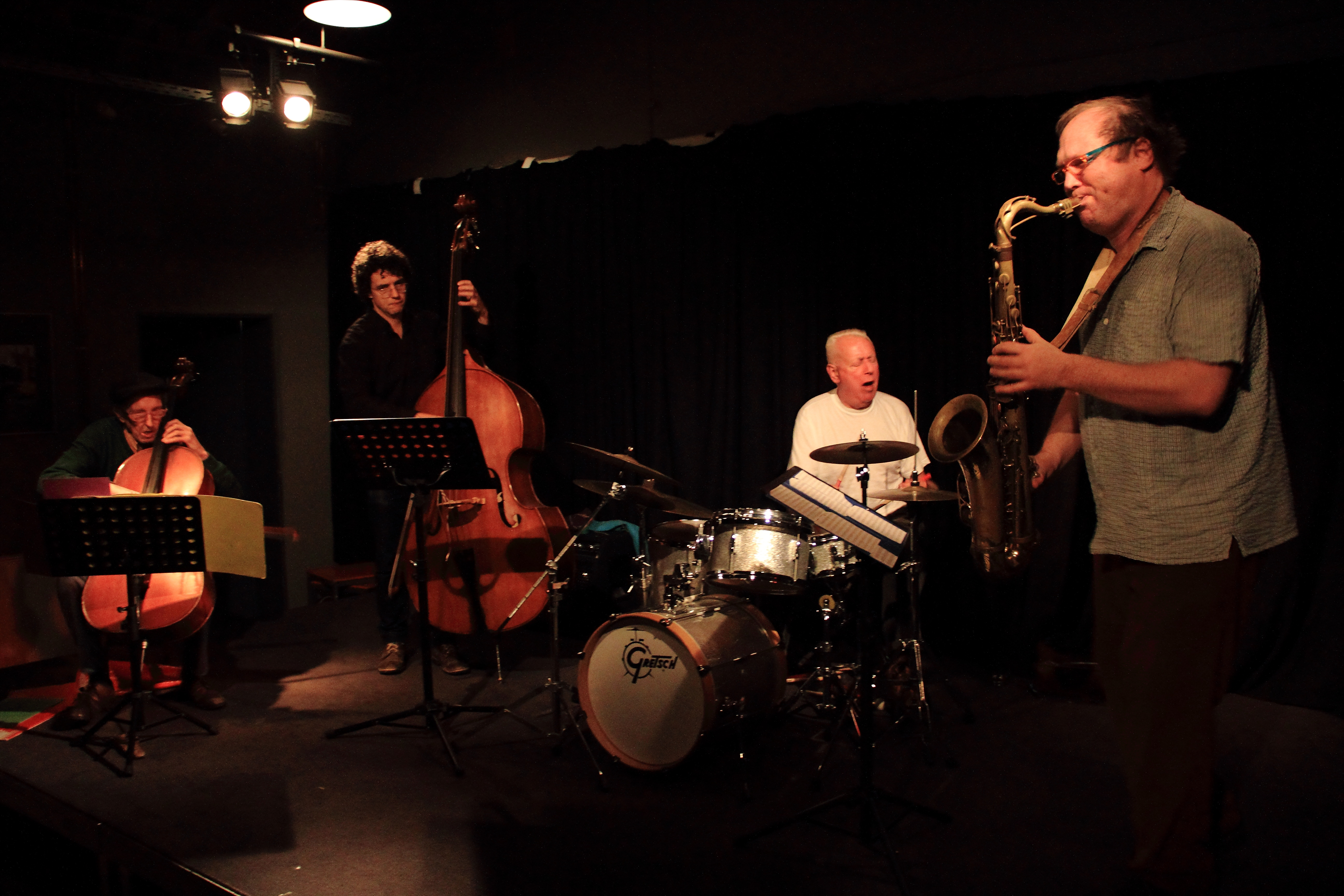
Tobias Delius Quartett (2015)

- The Heron (ICP, 1997) mit Honsinger, Williamson, Bennink
- Toby’s Mloby (ICP, 1999) dto.
- Pelikanismus (ICP, 2001) dto.
- The Flying Deer (Spool, 2001) mit Wilbert de Joode, Dylan van der Schyff
- Apa Ini (Data; 2002) mit Hilary Jeffery, Wilbert de Joode, Serigne C. M. Gueye
- Luftlucht (ICP, 2009), mit Honsinger, Williamson, Bennink
- Johansson, Delius, Takase, Roder Tune Up (SÅJ, 2013)
- Jason Roebke & Tobias Delius: Panoramic (Not Two Records, 2013)
- Martin Blume, Tobias Delius, Achim Kaufmann, Dieter Manderscheid: Frames & Terrains (NoBusiness Records, 2018)
- Somersault: Numerology of Birdsong (2019), mit Olie Brice, Mark Sanders